# Kvarntjärnen (Malingsbo socken, Dalarna, 664763-147486)
Kvarntjärnen är en sjö i Smedjebackens kommun i Dalarna och ingår i Norrströms huvudavrinningsområde. Sjön har en area på 0,0818 kvadratkilometer och ligger 253,6 meter över havet.

## Delavrinningsområde
Kvarntjärnen ingår i det delavrinningsområde (664510-147373) som SMHI kallar för Utloppet av Stora Djurlången. Medelhöjden är 274 meter över havet och ytan är 29,95 kvadratkilometer. Det finns inga avrinningsområden uppströms utan avrinningsområdet är högsta punkten. Djurlångsån som avvattnar avrinningsområdet har biflödesordning 4, vilket innebär att vattnet flödar genom totalt 4 vattendrag innan det når havet efter 232 kilometer. Avrinningsområdet består mestadels av skog (83 procent). Avrinningsområdet har 2,12 kvadratkilometer vattenytor vilket ger det en sjöprocent på 7,1 procent.